# Lobocraspeda coeruleostriga
Lobocraspeda coeruleostriga är en fjärilsart som beskrevs av W. Warren 1897. Lobocraspeda coeruleostriga ingår i släktet Lobocraspeda och familjen mätare. Inga underarter finns listade i Catalogue of Life.